# Rauth, Feld am See
Rauth je naselje v Občini Feld am See v Okraju Beljak-dežela na Koroškem v Avstriji.